# جان هودسون
جان هودسون (به انگلیسی: John Hudson) بازیکن فوتبال زادهٔ ۱۱ اکتبر ۱۸۶۰ اهل کشور انگلستان بود که سابقهٔ بازی در تیم ملی فوتبال انگلستان را در کارنامهٔ خود دارد. وی در تاریخ ۲۴ فوریه ۱۸۸۳ تنها بازی ملی خود را در مقابل تیم ملی فوتبال ایرلند انجام داد.